# Nachtmärkte in Taiwan

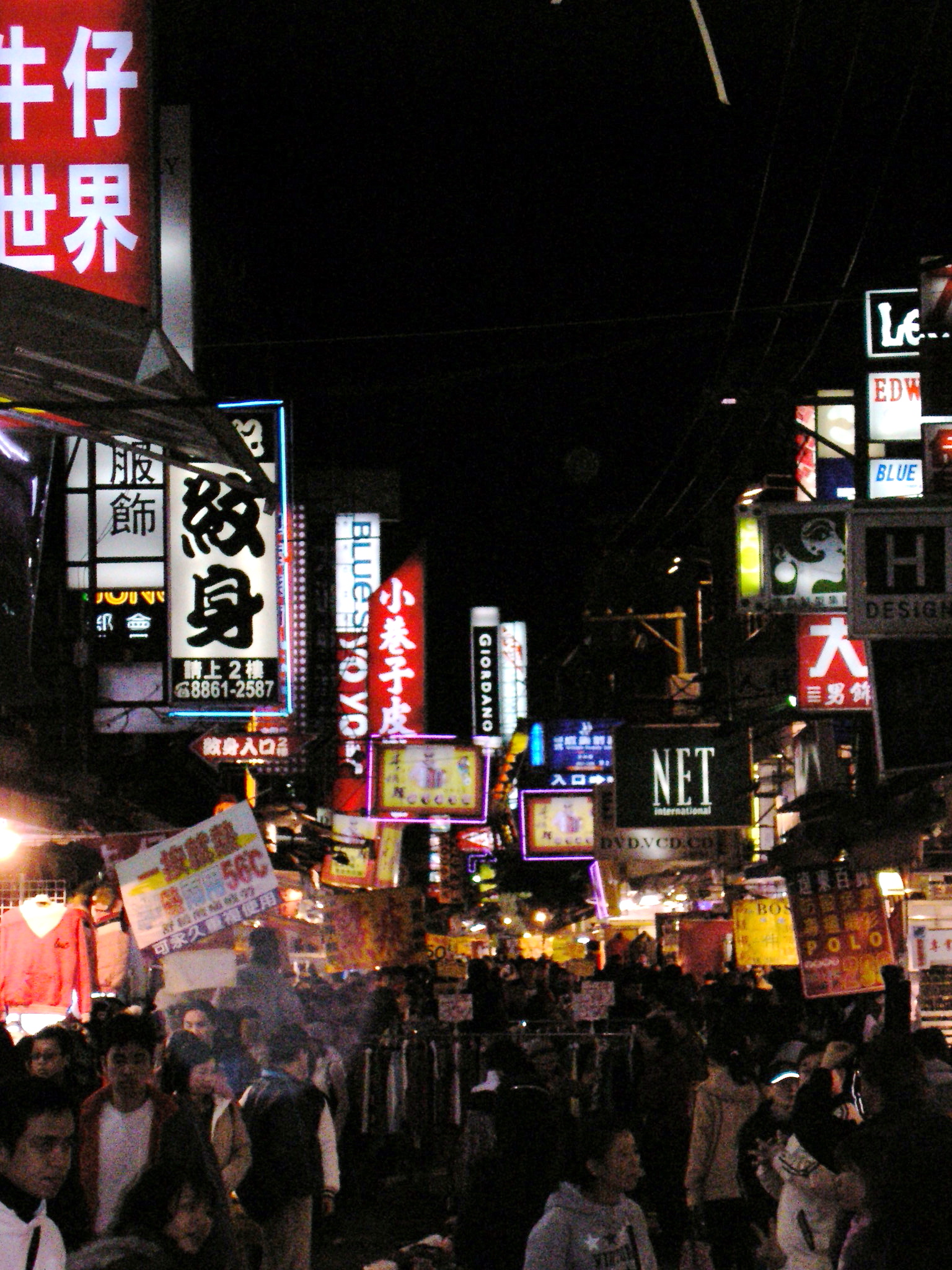
Der Shilin-Nachtmarkt in Taipeis Stadtteil Shilin

Die Nachtmärkte in Taiwan sind mit den Nachtmärkten in Festlandchina, Hongkong, Macau, Singapur, Malaysia, Thailand und den Chinatowns vergleichbar.
Einige wie der „Huaxi-Touristennachtmarkt“ (oder Schlangenallee) in Taipei sind speziell angelegt und überdacht, die meisten haben sich von selbst an Bürgersteigen entwickelt. Auf diesen Nachtmärkte kann man Yībǎikuài (一百塊 – „Einhundert Steine“ = 100 NTD, etwa 2,10 €), billige Waren für ca. 100 NTD, (小吃 – „kleines Essen = Snacks“) „Xiǎochī“, Snacks und einfachen Schmuck erwerben.
Das Essen ist im Vergleich zu Restaurants meist günstiger, allerdings sind Fälle von verunreinigtem Essen bekannt geworden. Die Nachtmärkte in Taiwan unterscheiden sich u. a. durch die verstärkte Überwachung der Garküchen von den Nachtmärkten in Festlandchina. Bei Verunreinigungen des Essens müssen die Wirte hohe Strafen zahlen. Auch Gerichte wie Hund oder Katze sind hier nicht mehr zu finden. Sie werden nur in speziellen Feinschmeckerrestaurants als Traditionelle Chinesische Medizin verkauft, da z. B. der Hund gegen Erkältungen helfen soll. Sie sind jedoch laut Gesetz verboten. Solche Restaurants findet man nur unter dem Namen „Xīangròu“ (香肉 – „Gut riechendes Fleisch“). Weiter haben die verschiedenen Großstädte spezielle, eigene Gerichte, die nur dort verkauft werden.

## Geschichte
Chinesische Nachtmärkte entstanden bereits zu Beginn der Tang-Dynastie (618 bis 907). Im Jahre 836 legte die Regierung jedoch strikte Regulierungen für Nachtmärkte und deren Betrieb fest, wodurch unkontrollierter Handel bestraft wurde. Gegen Ende der Tang-Dynastie führte dann wirtschaftliches Wachstum zu weniger staatlicher Regulierung; die Beschränkungen für Nachtmärkte wurden aufgehoben. In der Zeit der Song-Dynastie (960 bis 1279) waren Nachtmärkte bereits zentraler Teil des chinesischen Nachtlebens. Diese Märkte befanden sich in Bereichen großer Städte, manche davon blieben 24 Stunden geöffnet. Während dieser Zeit  bestand ein Teil der Nachtmärkte aus Restaurants und Bordellen, unter anderem durch die Nähe zu Geschäfts- und Rotlichtvierteln.
In Taiwan wuchsen die Nachtmärkte jedoch erst nach dem Zweiten Weltkrieg auf ihre heutige Größe an. Zu Beginn gab es nur einige Stände, die ihre Waren spätabends verkauften und diese in verschiedenen Gebieten anboten. Doch als in den 1960er Jahren der Wohlstand in Taiwan zunahm und die Städte größer wurden, speziell Taipei, erweiterten sich auch die Nachtmärkte.
Durch das Aufblühen der Nachtmärkte wurden in den 1980er Jahren manche traditionellen Geschäfte durch höherwertige Kleider- und Schuhgeschäfte  ersetzt. Die belebten Nachtmärkte wurden in dieser Phase durch Neonschriften, laute Musik und helle Schautafeln geprägt, um Kunden anzuziehen. Das Neue ersetzte das Alte: Cafeterias anstelle von Restaurants, der Kleinwarenhandel ersetzte Wäschereien und Billigkleiderläden durch Sportbekleidungsoutlets. Mit der Zunahme der Angebote traten jedoch verstärkt Urheberrechtsverletzungen auf. Um diese zu unterbinden, wurden verstärkt Razzien durchgeführt, die diese eindämmten. Beim Anstieg der taiwanesischen Aktienbörse öffneten Franchiseketten in oder in der Nähe der Nachtmärkte. Darunter befanden sich Fastfoodläden wie McDonalds und Lebensmitteleinzelhändler wie 7-Eleven, später folgten Kleidergeschäfte. Dieser Wandel setzte sich bis in die 1990er Jahre fort, als Ladenketten mit hochwertigen Waren durch Einzelunternehmen ersetzt wurden.
Trotz ihrer Beliebtheit haben Nachtmärkte in Taiwan seit einigen Jahren mit der starken Konkurrenz der Hypermärkte wie beispielsweise Sogo zu kämpfen.

## Nachtmärkte in Taiwan heute
Die Nachtmärkte beginnen meistens abends gegen 18 Uhr und am Wochenende sogar morgens gegen 8 Uhr und dauern bis 1 Uhr nachts. Man kann z. B. Yībáikuài (chinesisch 一百塊 – „Einhundert Steine“ = 100 NTD) erwerben, das können billige Gegenstände aller Art sein, meist jedoch Kleidung oder Gebrauchsgegenstände sowie die besonders berühmten Xiǎochī (chinesisch 小吃 – „kleines Essen = Snacks“). Diese Gerichte und Getränke werden in großen Vielfalt angeboten. Xiǎochī sind vergleichbar mit den spanischen Tapas und werden zum Mitnehmen oder zum Verzehr an kleinen, einfachen Tischen neben den Garküchen verkauft. Spezielles Essen wechselt von Jahr zu Jahr, jedoch gibt es einige Spezialitäten, die immer angeboten werden, aber von Stadt zu Stadt variieren. Erwähnenswerte Beispiele, die man fast überall kaufen kann, sind Austernomeletts (chinesisch 蚵仔煎, Pinyin Ézǐjiān), Taiwanisch: ô-á-chian, Hühner Schawarma (chinesisch 沙威馬, Pinyin Shāwēimǎ) und „Stinke-Tofu“ (chinesisch 臭豆腐, Pinyin Chòu Dòufu). Ein Beispiel für lokalspezifische Gerichte sind etwa bestimmte Nudeln (chinesisch 擔仔麵, Pinyin Dānzǐmiàn) oder „Sargbrot“ (chinesisch 棺材板, Pinyin Guāncáibǎn) in Tainan. Das Sargbrot ist eine dicke geröstete Scheibe Weißbrot, die ausgehöhlt und mit einer dicken Suppe gefüllt wird. Die Form mit einem Deckel erinnert an einen Sarg. Eine besondere Errungenschaft der Nachtmärkte Taiwans ist der Milchtee, den es in unzähligen Varianten gibt. Die „Gegenstände aller Art“ können u. a. Kleidung, Rucksäcke, Schuhe, geringwertiger Schmuck und Eisenwaren sein. Beliebt ist dort auch das Spielen mit elektrischen Basketballkörben, speziellen Fotoanlagen oder weiteren (Glücks-)Spielautomaten, an denen der Einsatz in der Regel zwischen 10 NTD und 50 NTD beträgt.
Für die Xiǎochī  kann der Besucher mit etwa 30 bis 50 NTD (0,9€ - 1,6€) rechnen. Für die Menge einer mittleren Mahlzeit kann der Besucher eines Nachtmarktes etwa mit einem Budget von etwa 100 NTD bis 300 NTD (ca. 3–10 €) rechnen.

## Liste von Nachtmärkten

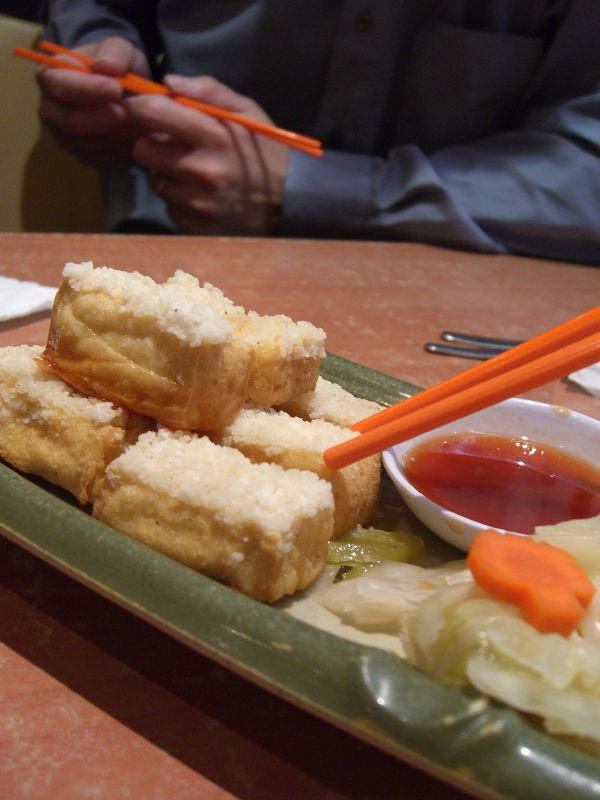
„Stinkendes Tofu“ (臭豆腐)

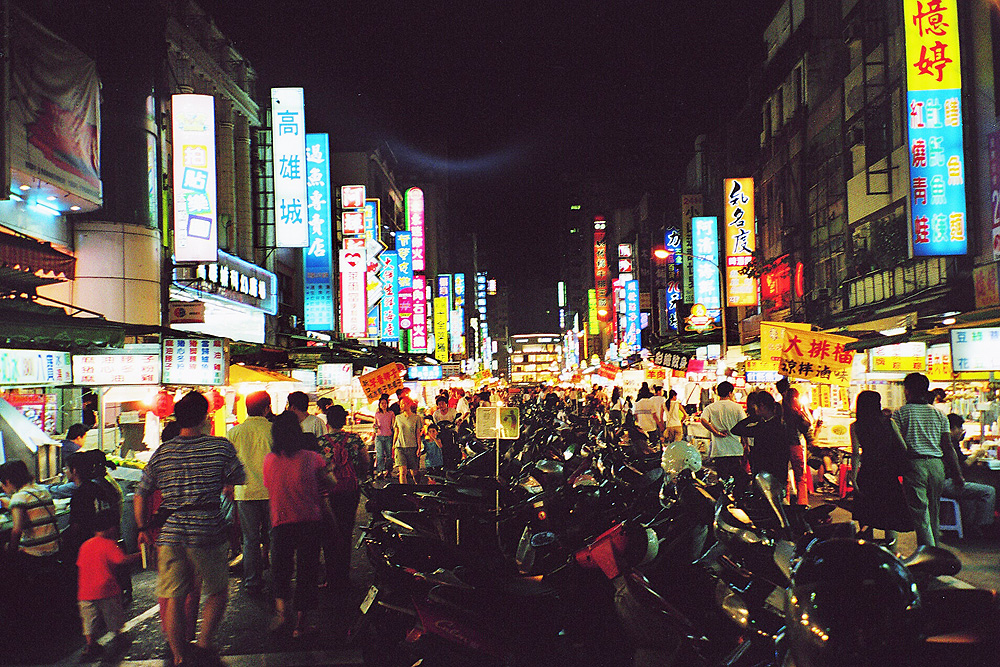
Der Liouho Nachtmarkt in Kaohsiung

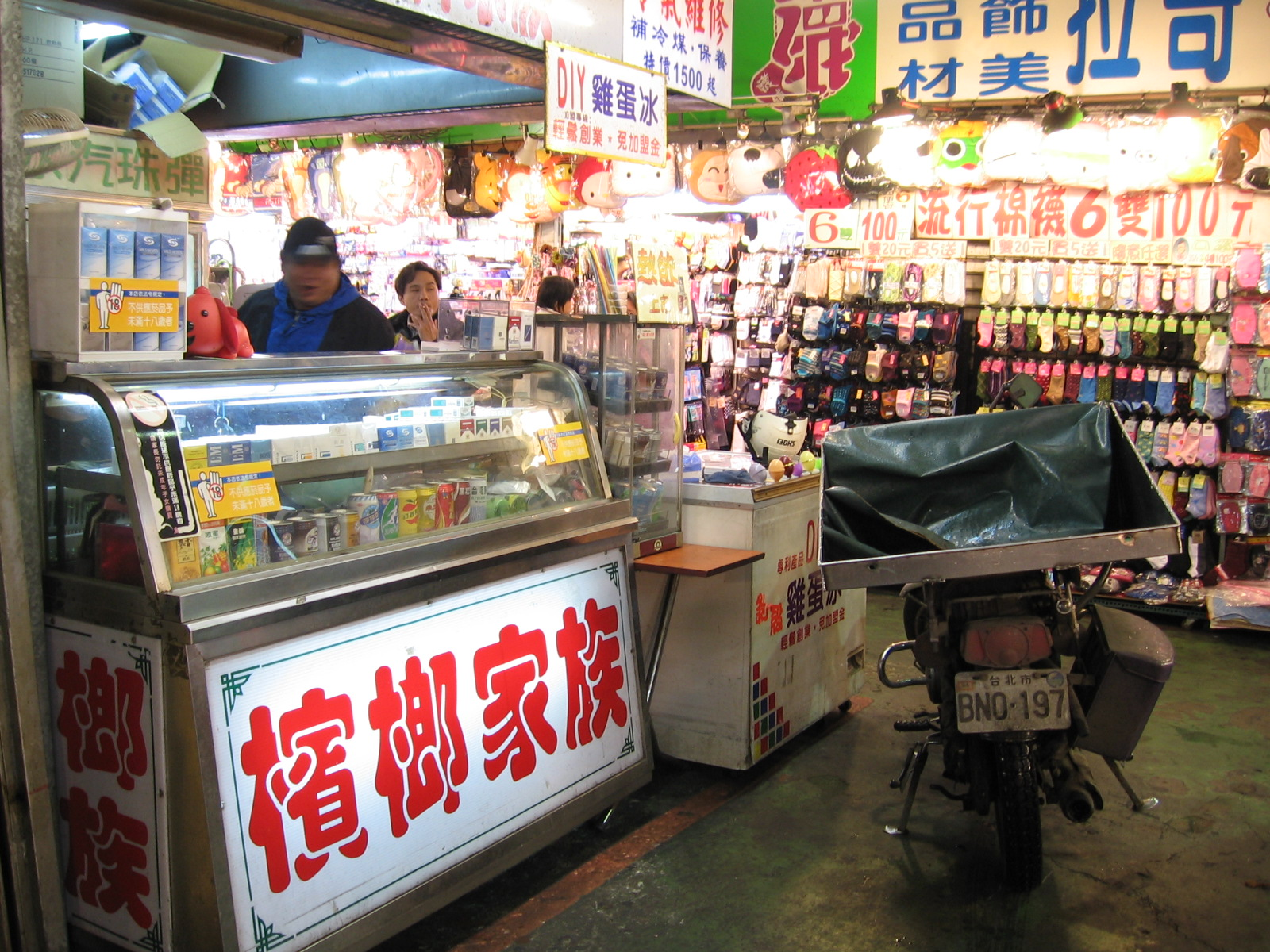
Verkaufsstände auf dem Shilin-Nachtmarkt

Nachtmärkte finden sich in vielen kleineren Orten und in Stadtteilen von Ballungszentren. Hier findet sich eine Liste bekannterer Nachtmärkte.

### Nordtaiwan
Keelung
- Miaokou Nachtmarkt

Taipei
- Shida-Nachtmarkt
- Shilin-Nachtmarkt, Shilin
- Huaxi-Street-Touristennachtmarkt (Schlangenallee), Wanhua
- Gong-Guan-Nachtmarkt
- Xi-Men-Ding-Nachtmarkt
- Rao-He-Street-Nachtmarkt
- Lin-Guang-(Tong-hua)-Nachtmarkt
- Liao-Lin-Street-Nachtmarkt
- Jing-Mei-Nachtmarkt
- Ning-Xia-Nachtmarkt

Hsinchu
- Tsing-Hua-Nachtmarkt

Landkreis Taipei
- Danshuei-Nachtmarkt, Danshuei
- Datong-Nachtmarkt, Sanchong
- Jhongyang-Nachtmarkt, Sanchong
- Sanhe-Nachtmarkt, Sanchong
- Sinjhuang-Nachtmarkt, Sinjhuang

Landkreis Ilan
- Luodong-Nachtmarkt, Luodong
- Touchen-Nachtmarkt, Touchen
- Ilan-Nachtmarkt, Ilan

Landkreis Taoyuan
- Jhungli-Nachtmarkt, Jhungli

### Mitte Taiwans
Taichung
- Feng-Chia-Nachtmarkt
- Tung-Hai-Nachtmarkt
- Yizhong-Straßen-Nachtmarkt

### Südtaiwan
Tainan
- Siaobei-Nachtmarkt
- Garden-Nachtmarkt
- Wusheng-Nachtmarkt
- Dadong-Nachtmarkt

Kaohsiung
- Liouho-Nachtmarkt

Pingtung
- Minzu-Nachtmarkt
- Ruiguang-Nachtmarkt